# Министерство нефти и минеральных ресурсов Египта
Министерство нефти и минеральных ресурсов (Египет) контролирует разведку, производство, маркетинг и распределение нефти, газа и других природных ресурсов. Нынешним министром является Тарик аль-Мулла.
Нефтяной сектор в Египте состоит из 6 государственных предприятий. К ним относятся: Египетская Генеральная нефтяная корпорация, холдинговая компания Египетский природный газ (EGAS), Нефтехимическая холдинговая компания Египта, Нефтяная холдинговая компания Эль-Вади Гануб, и Главное управление по минеральным ресурсам Египта.